# 布倫貝格巴赫河

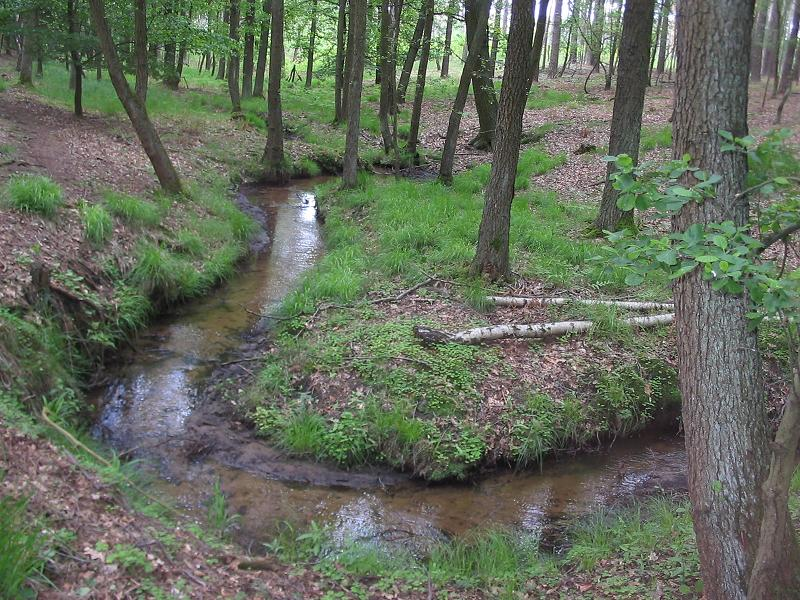
布倫貝格巴赫河

52°16′18″N 12°33′16″E / 52.27155°N 12.55452°E
布倫貝格巴赫河（德語：Bullenberger Bach），是德國的河流，位於該國東北部，由勃蘭登堡州負責管轄，屬於泰姆尼茨河的支流，河道全長9.5公里，流域面積27.8平方公里，河口處在戈爾措以西。